# Keleti gerle

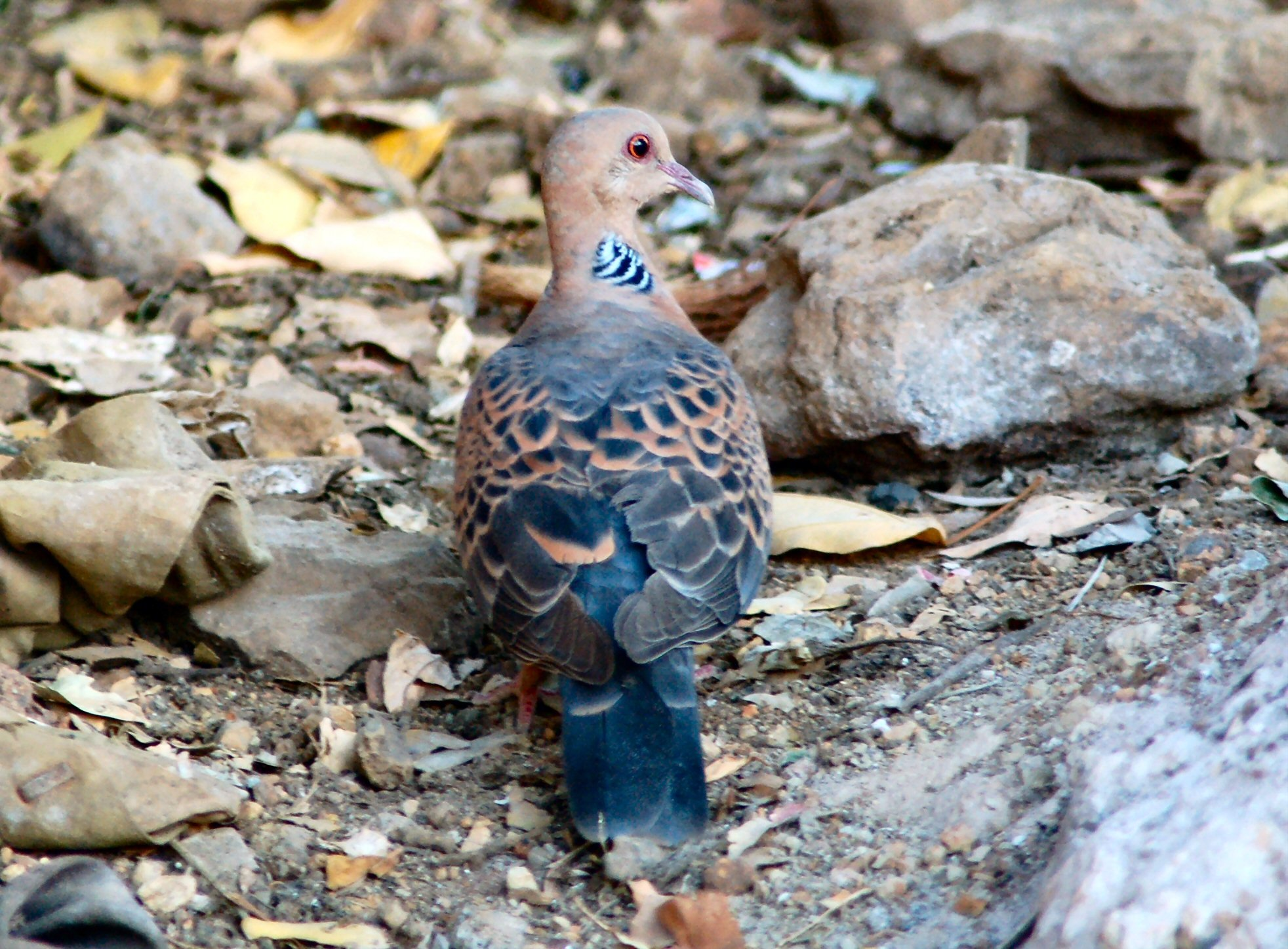

A keleti gerle (Streptopelia orientalis) a madarak osztályának galambalakúak (Columbiformes) rendjéhez és a galambfélék (Columbidae) családjához tartozó faj.
Egyes rendszerbesorolások a Columba nembe sorolják Columba orientalis néven

## Előfordulása
Ázsia keleti részén honos. Az Ural hegységtől a Távol-Keletig és Japánig, de megtalálható Indában, Tajvanban is. Költési időben inkább erdőlakó, a többi időt inkább nyílt területeken, kertekben, mezőkön és lakott területeken tölti. Az északi területekről délre vonul, a déliek állandó madarak. Az északi területek egyedei eljutnak Európa északnyugati részébe is.

### Magyarországon
Magyarországon rendkívül ritka kóborló, eddig négy alkalommal bizonyították megjelenését. Először 2010. január 11-én figyeltek meg egy példányt Fertőrákoson. A madár még december közepén jelenhetett meg és április elejéig maradt. 2017-ben Tószegen, és kicsit később Siófokon figyelték meg, majd 2019 januárjában Mezőberényben bukkant fel egy példány.
A hazánkban előforduló madarak közé még 1985-ben került be tévesen, akkor egy Szegeden lefényképezett vadgerlét véltek keleti gerlének.

## Alfajai
- Streptopelia orientalis agricola
- Streptopelia orientalis erythrocephala
- Streptopelia orientalis khasiana
- Streptopelia orientalis meena
- Streptopelia orientalis meridionalis
- Streptopelia orientalis orientalis
- Streptopelia orientalis orii
- Streptopelia orientalis stimpsoni
- Streptopelia orientalis sylvicola

## Megjelenése
Testhossza 33–35 centiméter, szárnyfesztávolsága pedig 53–60 centiméter.

## Életmódja
A földön keresgéli  magvakból álló táplálékát.

## Szaporodása

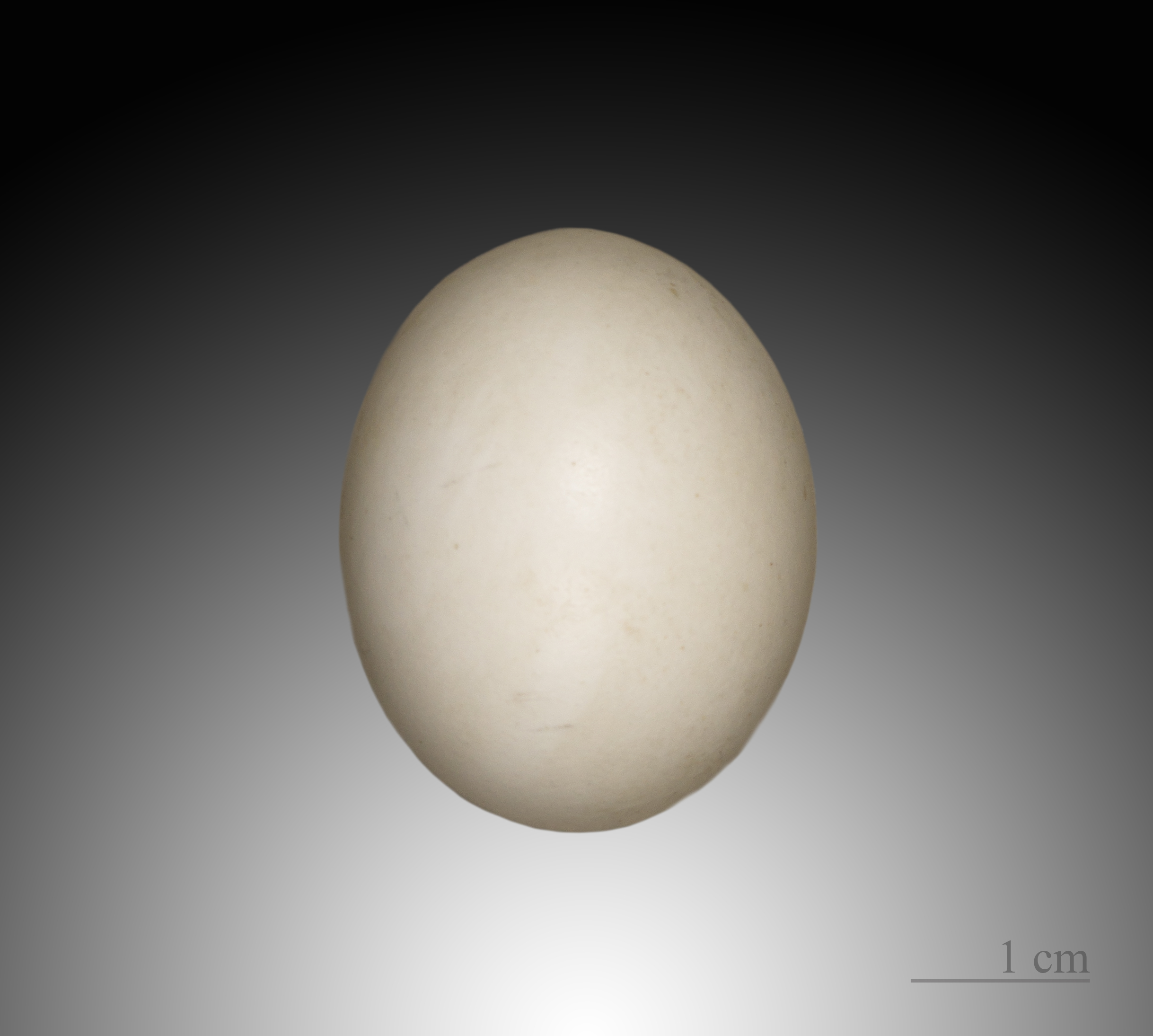
Streptopelia orientalis

Ligetekben vagy erdőkben általában fákra készíti fészkét. Fészekalja 2 tojásból áll, 20 napig költenek.